# Cpbc 뉴스
cpbc 뉴스는 매일 오전 10시부터 10시 20분에 cpbc TV에서 방송하는 뉴스 프로그램이다. 국내외 가톨릭교회 소식과 프란치스코 교황 동정 등을 전하고 있다. 교회와 사회를 넘나들며, 가톨릭의 눈으로 바라본 세상 이야기를 전하기 위해 노력하고 있다. 2019년 6월 1일 개편 이후 화제의 인물을 스튜디오로 초대해서 대담을 나누는 '어서 오세요'를 진행하고 있다. 2021년 5월 17일 개편에 따라 '가톨릭 뉴스'에서 'cpbc 뉴스'로 바뀌었다. 매일에는'cpbc 주간종합뉴스'가 방송한다.

## 앵커
- 신나라 아나운서